# Oshō (buddyzm)
Oshō (jap. 和尚 oshō) – w Japonii tradycyjny tytuł nauczycieli buddyzmu zen. Oznacza tyle, co "mnich" lub "nauczyciel", a w literaturze pojawia się także jako przydomek Bodhidarmy.